# Marianne Schieder
Marianne Schieder (nascida em 23 de maio de 1962) é uma política alemã. Nasceu em Schwarzberg (Wernberg-Köblitz), Baviera, e representa o SPD. Marianne Schieder serve como membro do Bundestag do estado da Bavária desde 2005.

## Vida
Ela tornou-se membro do Bundestag após as eleições federais alemãs de 2005. Ela é membro da Comissão de Verificação de Credenciais e Imunidades e da Comissão de Cultura e Mídia.